# Philippe Lucas
Philippe Lucas (Saint-Cloud, 1º novembre 1963) è un ex calciatore francese, di ruolo centrocampista.

## Carriera
Cresciuto nelle giovanili del Guingamp, con cui esordisce fra i professionisti. Nel 1982 passa al Sochaux dove rimane per dieci stagioni complessive, una delle quali in Division 2 (nella stessa stagione la squadra arriva in finale di Coppa di Francia, perdendo ai rigori con il Metz) e le altre nove in massima serie; con i gialloblù disputa 255 partite di campionato segnando due reti. 
Nel 1992 si trasferisce al Bordeaux, dove vince la Coppa Intertoto 1995 e nella stessa stagione fa parte delle squadra che arriva in finale di Coppa UEFA 1995-1996, persa nella doppia sfida con il Bayern Monaco. Al termine di quell'annata conclude la propria carriera agonistica.
In seguito allena la formazione Under 18 del Bordeaux.

## Palmarès

### Competizioni nazionali
- Division 2: 1

Sochaux: 1987-1988

### Competizioni internazionali
- Coppa Intertoto UEFA: 1

Bordeaux: 1995